# Surya Saputra (zapaśnik)
Surya Saputra (ur. 27 grudnia 1967, zm. 18 czerwca 2024) – indonezyjski zapaśnik walczący w stylu wolnym. Olimpijczyk z Seulu 1988, gdzie zajął 21. miejsce w wadze piórkowej.
Zajął szóste miejsce na igrzyskach azjatyckich w 1986 roku.

## Letnie Igrzyska Olimpijskie 1988
| Konkurencja      | Rundy eliminacyjne      | Rundy eliminacyjne       | Klas. końcowa |
| Konkurencja      | Przeciwnik I            | Przeciwnik II            | Miejsce       |
| ---------------- | ----------------------- | ------------------------ | ------------- |
| 52 kg styl wolny | Arslan Seyhanlı (TUR) P | Władysław Stecyk (POL) P | 21.           |